# A' Katīgoria 2017-2018
La A' Katīgoria 2017-2018 (in greco Πρωτάθλημα Α' Κατηγορίας) è stata la 79ª edizione della massima serie del campionato cipriota di calcio. Il campionato è iniziato il 19 agosto 2017 e si è concluso il 13 maggio 2018. L'APOEL ha vinto il titolo per la ventisettesima volta nella sua storia.

## Stagione

### Novità
Dalla A' Katīgoria 2016-2017 sono retrocesse l'AEZ Zakakiou e l'Anagennīsī Deryneia, ultime classificate nella stagione regolare, e il Karmiōtissa, ultima classificata nella poule retrocessione. Sono state promosse dalla Seconda Divisione l'Alkī Oroklini, il Pafos e l'Olympiakos Nicosia, classificatisi ai primi tre posti.

### Formula
Le 14 squadre partecipanti si affrontano in un girone all'italiana con partite di andata e ritorno, per un totale di 26 giornate.
Le prime 6 classificate partecipano alla poule scudetto, affrontandosi in un girone all'italiana con partite di andata e ritorno, per un totale di 10 giornate. Le squadre mantengono il punteggio guadagnato durante la stagione regolare. La squadra prima classificata è campione di Cipro e si qualifica alla UEFA Champions League 2018-2019. La seconda e la terza classificata si qualificano alla UEFA Europa League 2018-2019.
Le squadre classificate dal 7º al 12º posto partecipano alla poule retrocessione, affrontandosi in un girone all'italiana con partite di andata e ritorno, per un totale di 10 giornate. Le squadre mantengono il punteggio guadagnato durante la stagione regolare. L'ultima classificata (12º posto) retrocede in Seconda Divisione.
Le squadre classificate agli ultimi due posti della stagione regolare (13º e 14º posto) retrocedono direttamente in Seconda Divisione.

## Squadre partecipanti
| Club               | Città      | Stadio                           | Stagione precedente           |
| ------------------ | ---------- | -------------------------------- | ----------------------------- |
| AEK Larnaca        | Larnaca    | AEK Arena - Georgios Karapatakis | 2º posto in A' Katīgoria      |
| AEL Limassol       | Limassol   | Stadio Tsirion                   | 4º posto in A' Katīgoria      |
| APOEL              | Nicosia    | Stadio Neo GSP                   | Campione di Cipro             |
| Alkī Oroklini      | Oroklini   | Stadio Ammochōstos Epistrofī     | 1º posto in Seconda Divisione |
| Anorthōsis         | Famagosta  | Stadio Antōnīs Papadopoulos      | 6º posto in A' Katīgoria      |
| Apollōn Limassol   | Limassol   | Stadio Tsirion                   | 3º posto in A' Katīgoria      |
| Arīs Limassol      | Limassol   | Stadio Tsirion                   | 10º posto in A' Katīgoria     |
| Doxa Katōkopias    | Katōkopia  | Makario Stadium                  | 11º posto in A' Katīgoria     |
| Ermīs Aradippou    | Aradhippou | Neo GSZ                          | 9º posto in A' Katīgoria      |
| Ethnikos Achnas    | Achna      | Dasaki Stadio                    | 8º posto in A' Katīgoria      |
| Nea Salamis        | Larnaca    | Stadio Ammochōstos Epistrofī     | 7º posto in A' Katīgoria      |
| Olympiakos Nicosia | Nicosia    | Makario Stadium                  | 3º posto in Seconda Divisione |
| Omonia             | Nicosia    | Stadio Neo GSP                   | 5º posto in A' Katīgoria      |
| Pafos              | Pafo       | Stadio Pafiako                   | 2º posto in Seconda Divisione |

## Stagione regolare

### Classifica
|  | Pos. | Squadra            | Pt | G  | V  | N | P  | GF | GS | DR  |
|  | ---- | ------------------ | -- | -- | -- | - | -- | -- | -- | --- |
|  | 1.   | APOEL              | 63 | 26 | 20 | 3 | 3  | 72 | 25 | +47 |
|  | 2.   | Apollōn Limassol   | 61 | 26 | 18 | 7 | 1  | 67 | 15 | +52 |
|  | 3.   | Anorthōsis         | 56 | 26 | 16 | 8 | 2  | 41 | 17 | +24 |
|  | 4.   | AEK Larnaca        | 53 | 26 | 16 | 5 | 5  | 57 | 24 | +33 |
|  | 5.   | AEL Limassol       | 48 | 26 | 14 | 6 | 6  | 35 | 17 | +18 |
|  | 6.   | Omonia             | 44 | 26 | 13 | 5 | 8  | 51 | 38 | +13 |
|  | 7.   | Doxa Katōkopias    | 34 | 26 | 10 | 4 | 12 | 35 | 40 | -5  |
|  | 8.   | Ermīs Aradippou    | 30 | 26 | 9  | 3 | 14 | 35 | 49 | -14 |
|  | 9.   | Pafos              | 26 | 26 | 6  | 8 | 12 | 23 | 38 | -15 |
|  | 10.  | Nea Salamis        | 24 | 26 | 6  | 6 | 14 | 28 | 46 | -18 |
|  | 11.  | Alkī Oroklini      | 23 | 26 | 6  | 5 | 15 | 30 | 57 | -27 |
|  | 12.  | Olympiakos Nicosia | 20 | 26 | 4  | 8 | 14 | 22 | 55 | -33 |
|  | 13.  | Arīs Limassol      | 16 | 26 | 3  | 7 | 16 | 19 | 49 | -30 |
|  | 14.  | Ethnikos Achnas    | 8  | 26 | 1  | 5 | 20 | 19 | 64 | -45 |

Legenda:

      Ammesse alla poule scudetto
      Ammesse alla poule retrocessione
      Retrocesse in Seconda Divisione
Note:

Tre punti a vittoria, uno a pareggio, zero a sconfitta.

### Risultati
|                    | AEK  | AEL  | AlO  | Ano  | APO  | ApL  | ArL  | Dox  | Erm  | Eth  | Nea  | OlN  | Omo  | Paf  |
| ------------------ | ---- | ---- | ---- | ---- | ---- | ---- | ---- | ---- | ---- | ---- | ---- | ---- | ---- | ---- |
| AEK Larnaca        | –––– | 1-0  | 2-1  | 1-1  | 3-1  | 1-1  | 4-1  | 4-0  | 1-1  | 6-1  | 2-0  | 2-0  | 5-0  | 2-0  |
| AEL Limassol       | 0-0  | –––– | 3-0  | 0-1  | 0-0  | 1-1  | 1-0  | 1-0  | 1-0  | 3-0  | 3-1  | 3-0  | 2-3  | 0-1  |
| Alkī Oroklini      | 0-1  | 2-4  | –––– | 0-1  | 0-1  | 1-4  | 3-3  | 0-5  | 3-4  | 2-1  | 0-4  | 1-1  | 0-3  | 2-1  |
| Anorthosis         | 3-1  | 1-1  | 2-1  | –––– | 0-3  | 1-1  | 1-0  | 2-0  | 4-0  | 3-1  | 1-0  | 5-1  | 1-2  | 0-0  |
| APOEL              | 3-1  | 2-1  | 4-0  | 0-1  | –––– | 0-4  | 5-2  | 2-0  | 2-1  | 7-1  | 2-1  | 6-1  | 2-1  | 4-0  |
| Apollōn Limassol   | 2-0  | 1-1  | 5-1  | 1-1  | 1-2  | –––– | 1-0  | 4-2  | 4-2  | 3-0  | 5-0  | 5-0  | 1-0  | 6-0  |
| Aris Limassol      | 0-5  | 1-2  | 0-0  | 0-2  | 0-0  | 0-1  | –––– | 1-0  | 0-2  | 2-1  | 1-1  | 0-1  | 2-2  | 0-6  |
| Doxa Katōkopias    | 1-3  | 0-0  | 0-1  | 0-0  | 0-8  | 0-2  | 2-1  | –––– | 2-1  | 4-2  | 4-1  | 3-1  | 1-2  | 1-1  |
| Ermis Aradippou    | 0-4  | 0-1  | 3-2  | 1-2  | 0-4  | 0-6  | 4-1  | 1-2  | –––– | 2-0  | 2-1  | 4-0  | 2-1  | 2-0  |
| Ethnikos Achnas    | 0-3  | 0-1  | 0-1  | 1-2  | 1-1  | 1-4  | 0-4  | 0-4  | 0-0  | –––– | 0-3  | 1-2  | 2-2  | 3-0  |
| Nea Salamis        | 1-0  | 0-3  | 2-3  | 1-1  | 1-4  | 0-0  | 2-0  | 0-1  | 1-1  | 0-0  | –––– | 2-0  | 1-3  | 3-0  |
| Olympiakos Nicosia | 1-2  | 1-2  | 0-3  | 0-3  | 2-3  | 1-1  | 0-0  | 0-0  | 2-1  | 3-2  | 1-1  | –––– | 2-3  | 0-0  |
| Omonia             | 5-2  | 1-0  | 2-2  | 1-1  | 1-3  | 0-1  | 3-0  | 1-3  | 3-0  | 2-1  | 5-1  | 1-1  | –––– | 3-0  |
| Pafos FC           | 1-1  | 0-1  | 1-1  | 0-1  | 2-3  | 0-2  | 0-0  | 1-0  | 2-1  | 0-0  | 4-0  | 1-1  | 2-1  | –––– |

## Poule scudetto

### Classifica finale
|                  | Pos. | Squadra          | Pt | G  | V  | N  | P  | GF | GS | DR  |
| ---------------- | ---- | ---------------- | -- | -- | -- | -- | -- | -- | -- | --- |
| Cipro (bandiera) | 1.   | APOEL            | 86 | 36 | 27 | 5  | 4  | 92 | 35 | +57 |
|                  | 2.   | Apollōn Limassol | 82 | 36 | 25 | 7  | 4  | 90 | 26 | +64 |
|                  | 3.   | Anorthōsis       | 69 | 36 | 19 | 12 | 5  | 53 | 29 | +24 |
|                  | 4.   | AEK Larnaca      | 68 | 36 | 20 | 8  | 8  | 74 | 39 | +35 |
|                  | 5.   | AEL Limassol     | 58 | 36 | 17 | 7  | 12 | 47 | 38 | +9  |
|                  | 6.   | Omonia           | 47 | 36 | 14 | 5  | 17 | 58 | 60 | -2  |

Legenda:

      Campione di Cipro e ammessa alla UEFA Champions League 2018-2019
      Ammesse alla UEFA Europa League 2018-2019
Note:

Tre punti a vittoria, uno a pareggio, zero a sconfitta.
La classifica viene stilata secondo i seguenti criteri:
- Punti conquistati
- Punti conquistati negli scontri diretti
- Differenza reti negli scontri diretti
- Reti realizzate negli scontri diretti
- Reti realizzate fuori casa negli scontri diretti (solo tra due squadre)
- Differenza reti generale
- Reti totali realizzate
- Spareggio (solo per retrocessione e accesso alle poule)

### Risultati
|                  | AEK  | AEL  | Ano  | APO  | ApL  | Omo  |
| ---------------- | ---- | ---- | ---- | ---- | ---- | ---- |
| AEK Larnaca      | –––– | 3-2  | 2-2  | 1-3  | 3-0  | 2-0  |
| AEL Limassol     | 3-2  | –––– | 0-2  | 1-2  | 0-2  | 2-1  |
| Anorthosis       | 1-1  | 0-0  | –––– | 0-0  | 1-2  | 2-1  |
| APOEL            | 0-0  | 3-1  | 2-1  | –––– | 2-1  | 4-1  |
| Apollōn Limassol | 3-0  | 5-1  | 3-1  | 4-2  | –––– | 3-0  |
| Omonia           | 1-3  | 1-2  | 1-2  | 0-2  | 1-0  | –––– |

## Poule retrocessione

### Classifica finale
|  | Pos. | Squadra            | Pt | G  | V  | N | P  | GF | GS | DR  |
|  | ---- | ------------------ | -- | -- | -- | - | -- | -- | -- | --- |
|  | 1.   | Nea Salamis        | 48 | 36 | 14 | 6 | 16 | 53 | 55 | -2  |
|  | 2.   | Doxa Katōkopias    | 46 | 36 | 14 | 4 | 18 | 54 | 63 | -9  |
|  | 3.   | Ermīs Aradippou    | 46 | 36 | 14 | 4 | 18 | 50 | 64 | -14 |
|  | 4.   | Pafos              | 42 | 36 | 11 | 9 | 16 | 36 | 51 | -15 |
|  | 5.   | Alkī Oroklini      | 39 | 36 | 11 | 6 | 19 | 48 | 73 | -25 |
|  | 6.   | Olympiakos Nicosia | 24 | 36 | 5  | 9 | 22 | 34 | 81 | -47 |

Legenda:

      Retrocessa in Seconda Divisione
Note:

Tre punti a vittoria, uno a pareggio, zero a sconfitta.
La classifica viene stilata secondo i seguenti criteri:
- Punti conquistati
- Punti conquistati negli scontri diretti
- Differenza reti negli scontri diretti
- Reti realizzate negli scontri diretti
- Reti realizzate fuori casa negli scontri diretti (solo tra due squadre)
- Differenza reti generale
- Reti totali realizzate
- Spareggio

### Risultati
|                    | AlO  | Dox  | Erm  | Nea  | OlN  | Paf  |
| ------------------ | ---- | ---- | ---- | ---- | ---- | ---- |
| Alkī Oroklini      | –––– | 1-3  | 2-3  | 1-0  | 3-1  | 3-0  |
| Doxa Katōkopias    | 4-3  | –––– | 2-3  | 2-6  | 5-0  | 0-3  |
| Ermis Aradippou    | 0-1  | 2-1  | –––– | 0-1  | 3-2  | 0-1  |
| Nea Salamis        | 4-0  | 4-1  | 2-0  | –––– | 3-1  | 1-3  |
| Olympiakos Nicosia | 0-3  | 0-1  | 3-3  | 0-2  | –––– | 3-0  |
| Pafos FC           | 1-1  | 1-0  | 0-1  | 1-2  | 3-2  | –––– |